# Бережний Владислав Олегович
Владисла́в Ол́егович Бережни́й (1996—2019) — молодший сержант Збройних сил України, учасник російсько-української війни.

## З життєпису
Народився 1996 року в місті Сватове (Луганська область). Закінчив сватівську школу № 6; після школи півроку працював на одному з місцевих підприємств.
У січні 2015-го підписав довгостроковий контракт (до завершення АТО). За два місяці навчання навчився правильно поводитися зі зброєю різних видів та набув навичок, які знадобляться на війні. Почав службу на посаді навідника БМП-2. Воював під Зайцевим і на Світлодарській дузі. 2016 одружився та оселився в місті Попасна. Другий контракт підписав у 2017 році. Молодший сержант, командир бойової машини — командир 3-го відділення 1-го взводу 3-ї роти 1-го мехбатальйону 54-ї бригади. У березні 2018-го в газеті «Голос громади» вийшло інтерв'ю з ним. Брав участь у міжнародних навчаннях «RapidTrident-2018».
5 червня 2019 року пополуночі загинув у бою від кулі снайпера, перебуваючи на спостережному посту поблизу міста Золоте. Тїєї ночі ворог двічі обстрілював Золоте-1 (Карбоніт) з автоматичної стрілецької та снайперської зброї — з боку окупованого Золотого-5 (Мар'ївка).
7 червня 2019-го похований у Попасній з усіма військовими почестями — на цвинтарі мікрорайону «ВРЗ». На прощання з Владиславом приїхала делегація із рідного Сватового.
Без Владислава лишилися батьки, дружина, син 2017 р.н. та донька дружини 2013 р.н.

## Нагороди та вшанування
- Указом Президента України № 893/2020 від 18 березня 2020 року за особисту мужність, виявлену у захисті державного суверенітету та територіальної цілісності України, самовіддане служіння Українському народу нагороджений орденом «За мужність» III ступеня (посмертно)[3]
- почесна відзнака «За вільну Луганщину» (19 липня 2019; посмертно)[4]